# 波尼国家草原
波尼国家草原（英語：Pawnee National Grassland）是一座美国的国家草原，位于东北科羅拉多州的科罗拉多东部平原上。草原处于南普拉特河盆地的远北方，韋爾德縣的极东北端、格里利和斯特林之间。草原大体分为两个部分，总面积193,060英畝（78,130公頃），大部分位于14号科罗拉多州州道和怀俄明州边界之间，其中草原的东区与內布拉斯加州和怀俄明州两个州的州界接壤。该草原与阿拉帕霍-罗斯福国家森林均由美国国家森林局联合管理，其办公室位于科罗拉多州科林斯堡，此外在格里利也设有本地巡逻站。

## 图片

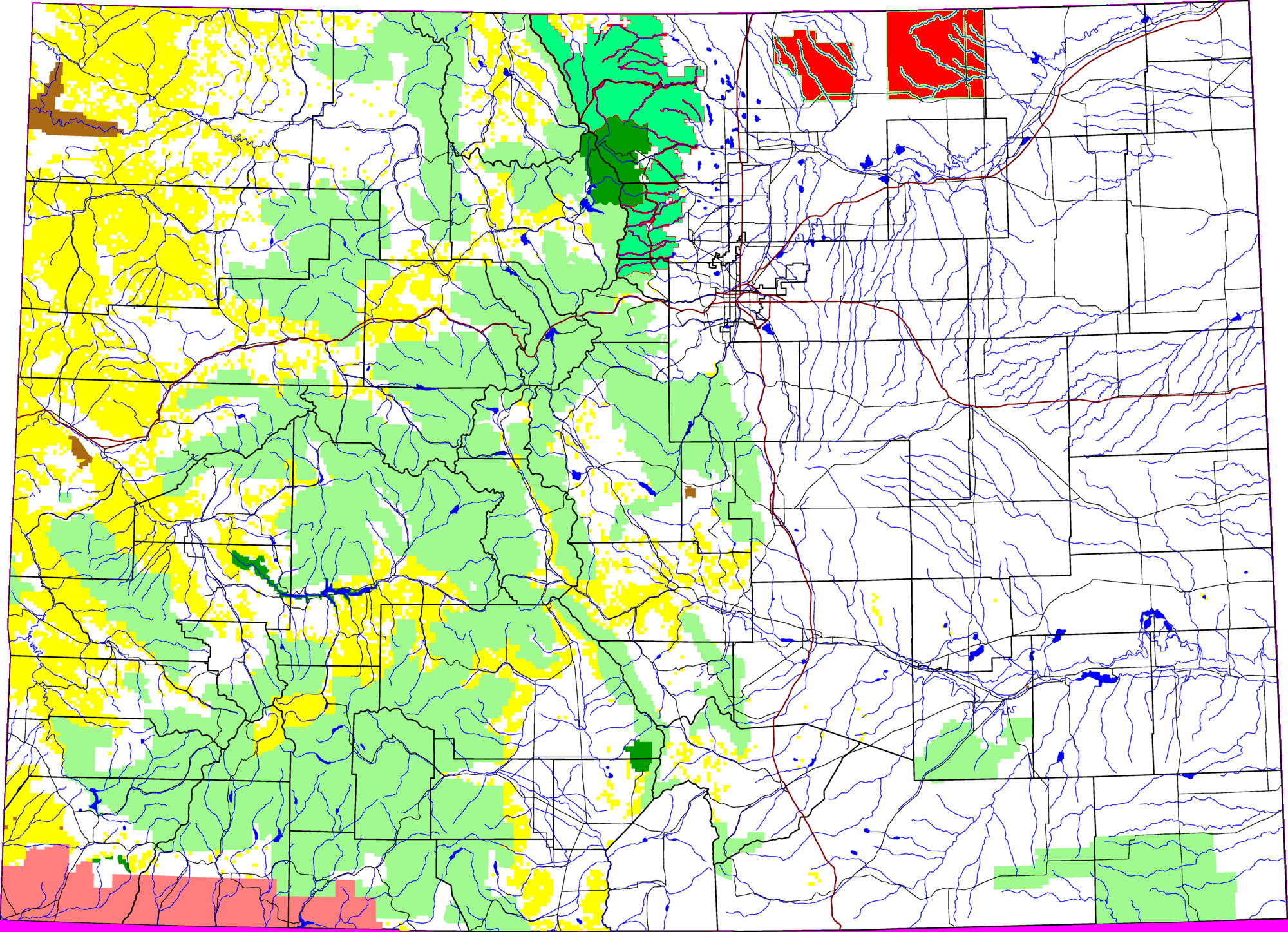
科罗拉多州地图，红色部分为波尼国家草原。
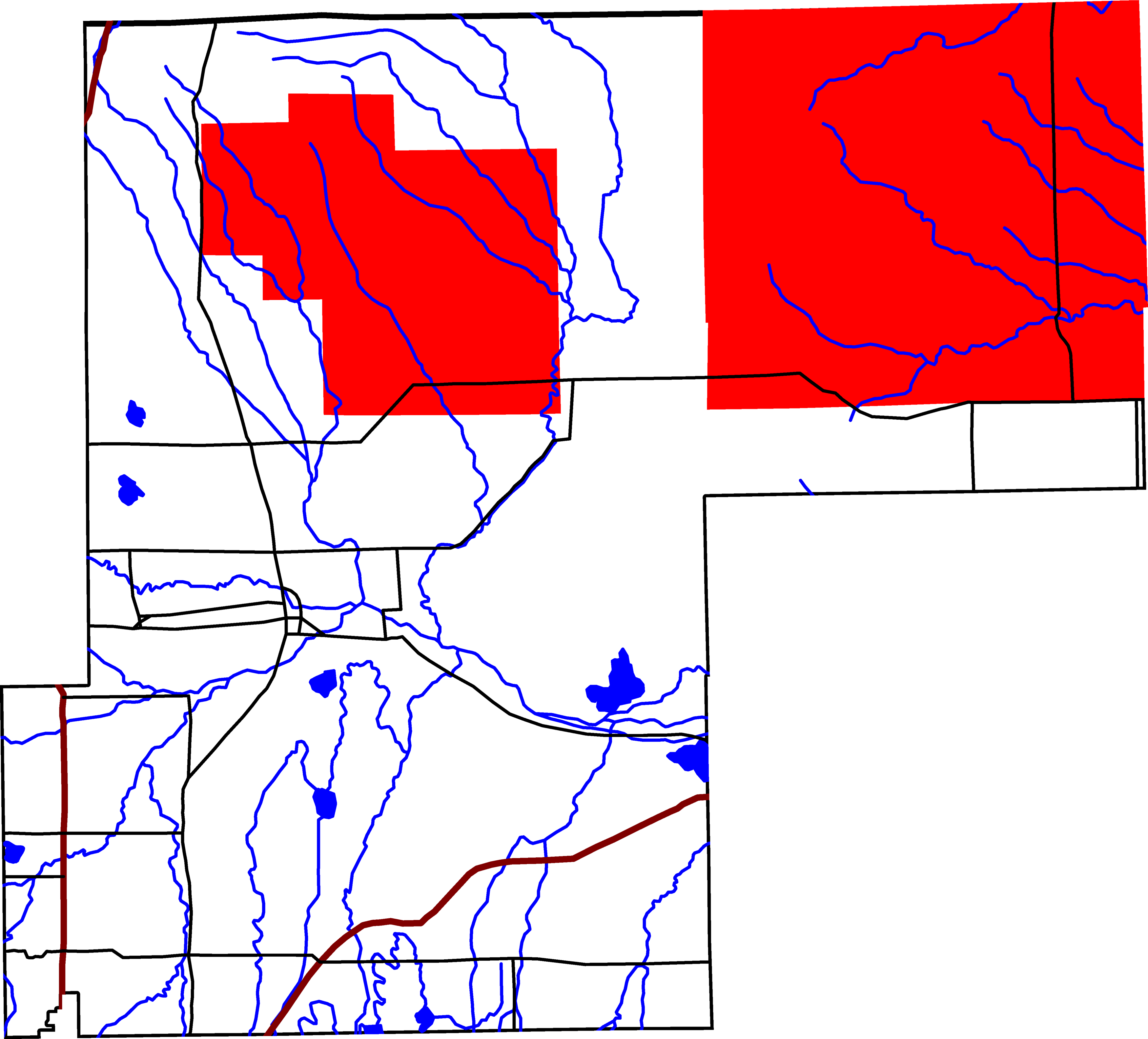
韋爾德縣地图，红色部分为波尼国家草原。
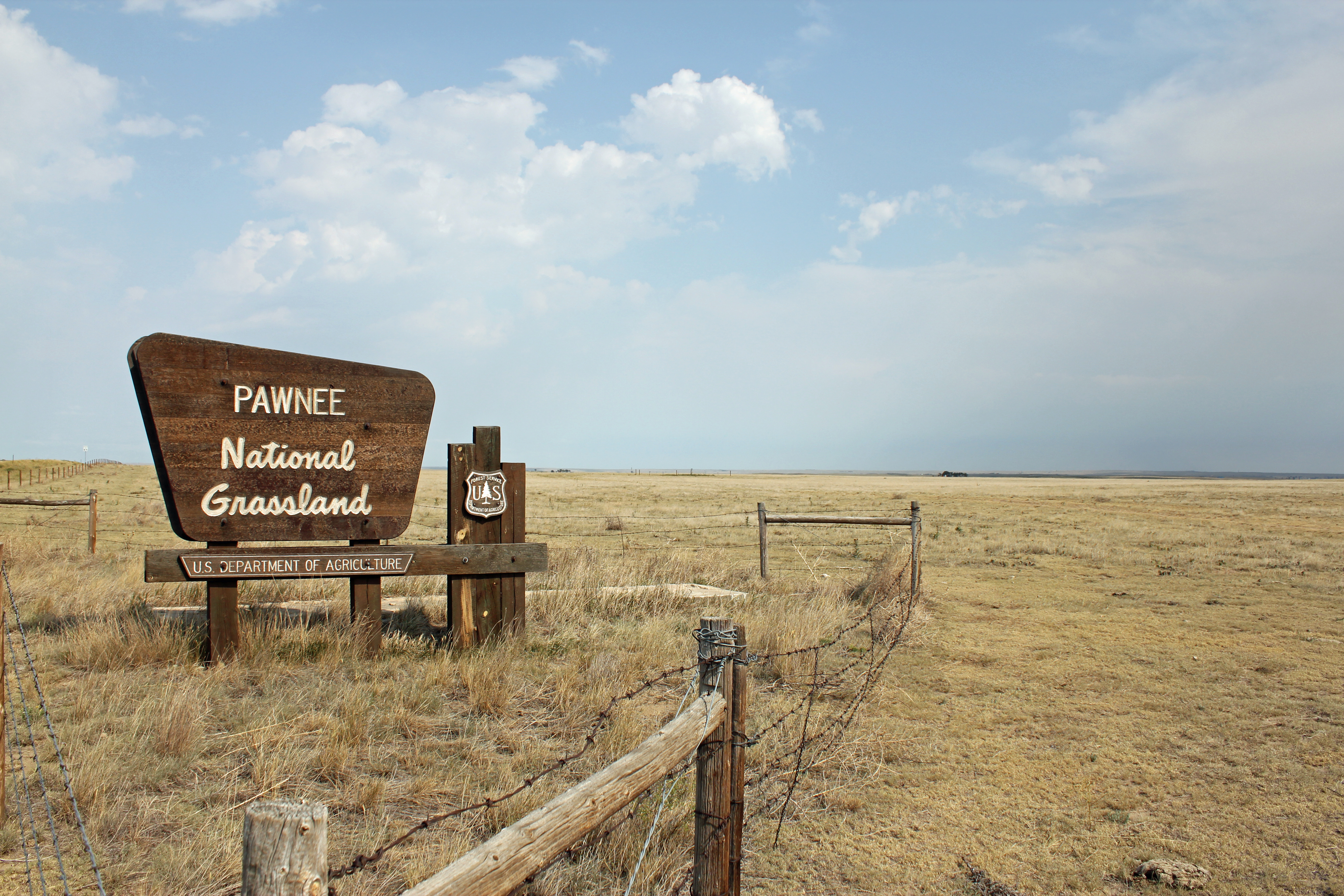
一个入口。
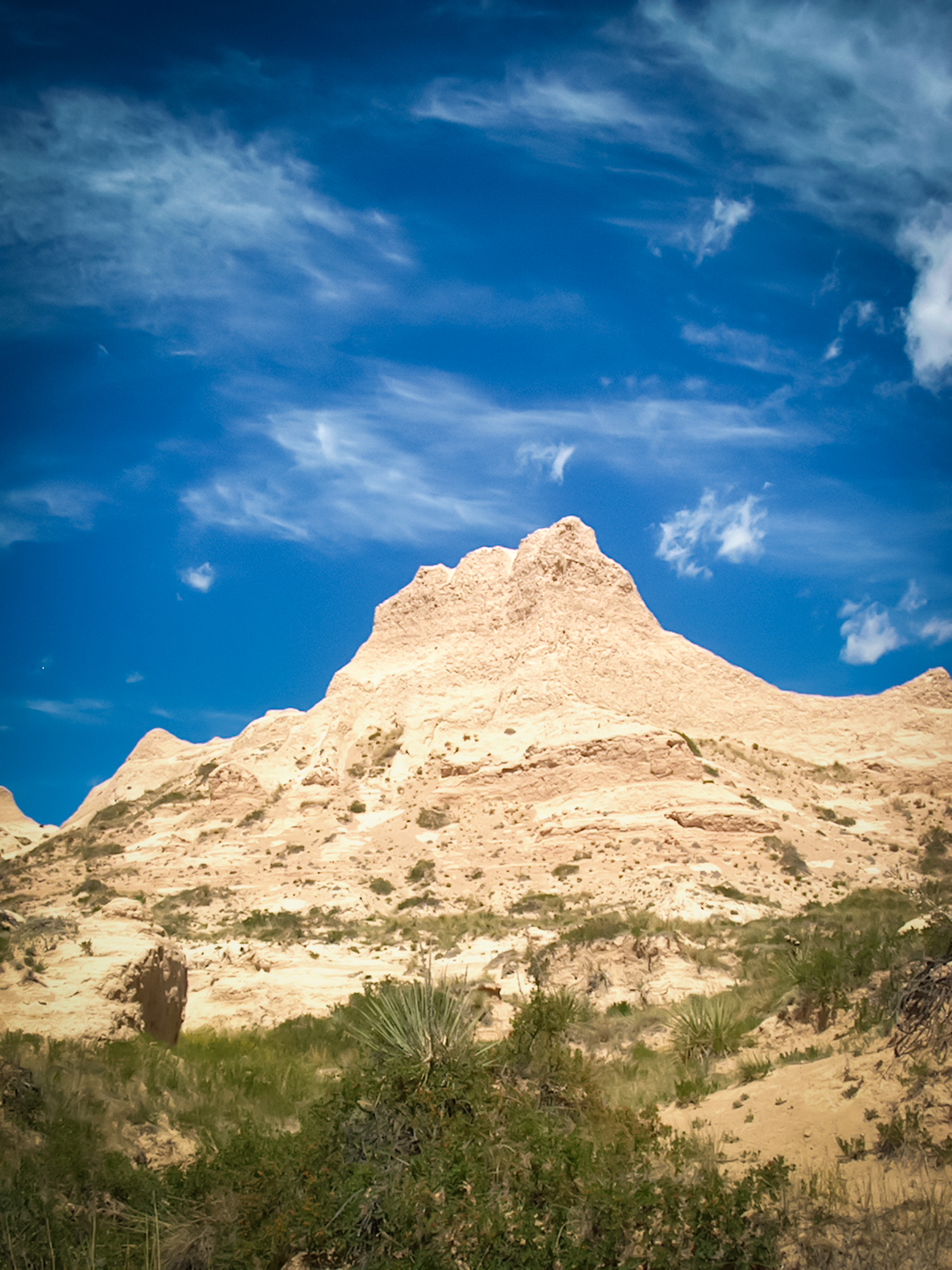
波尼山的岩石。
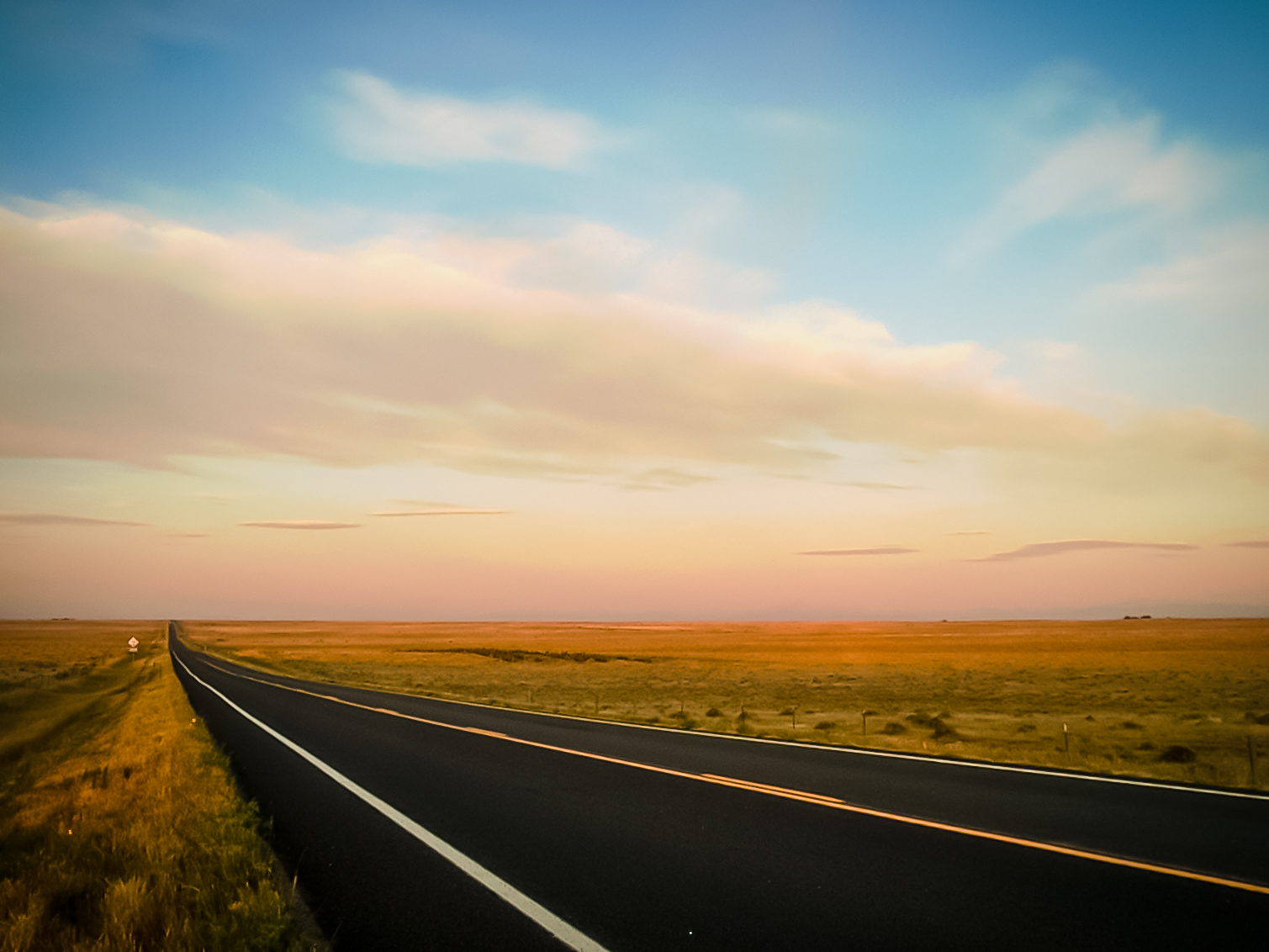
草原上的日出。
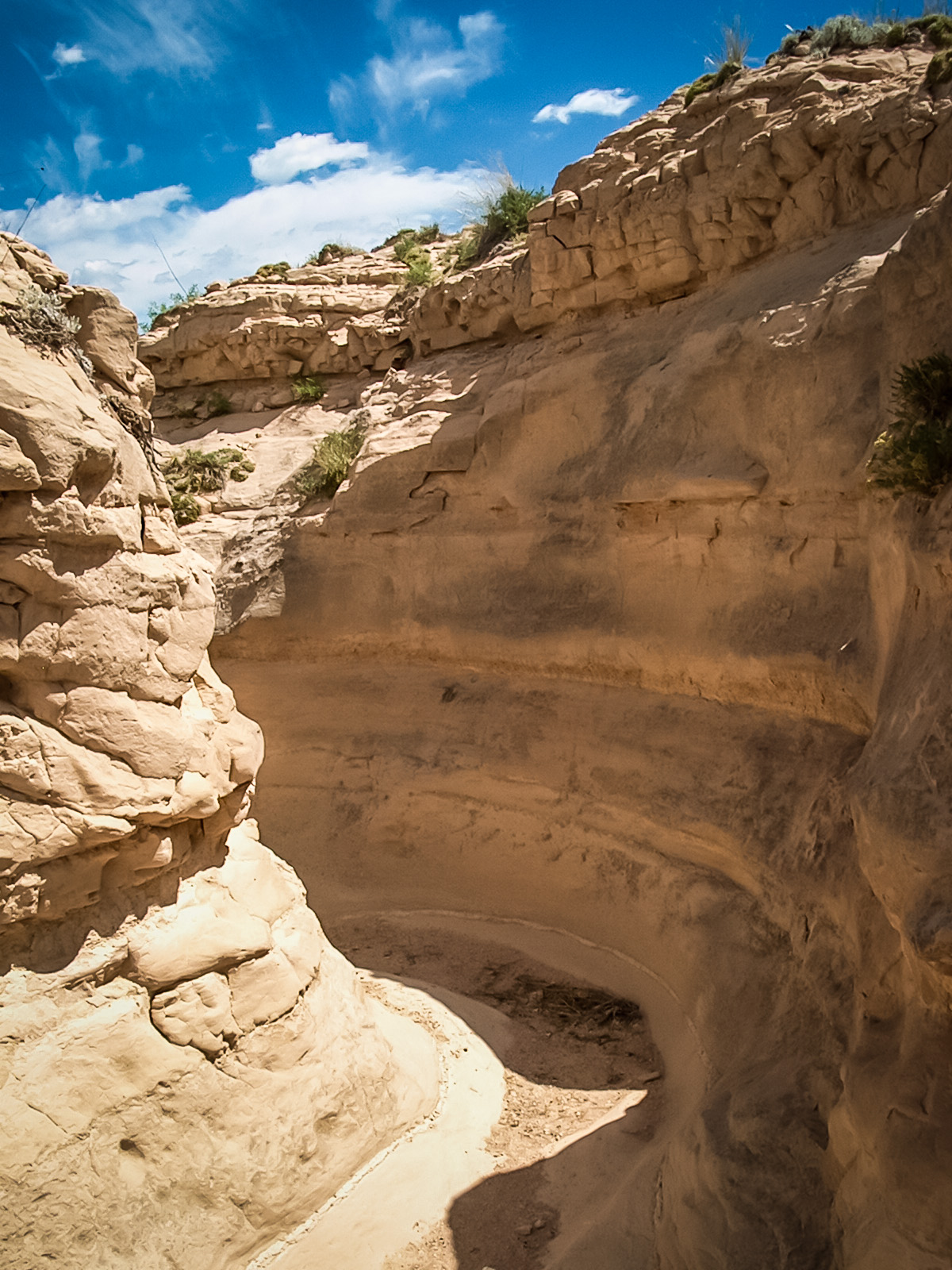
波尼山附近的冲沟。
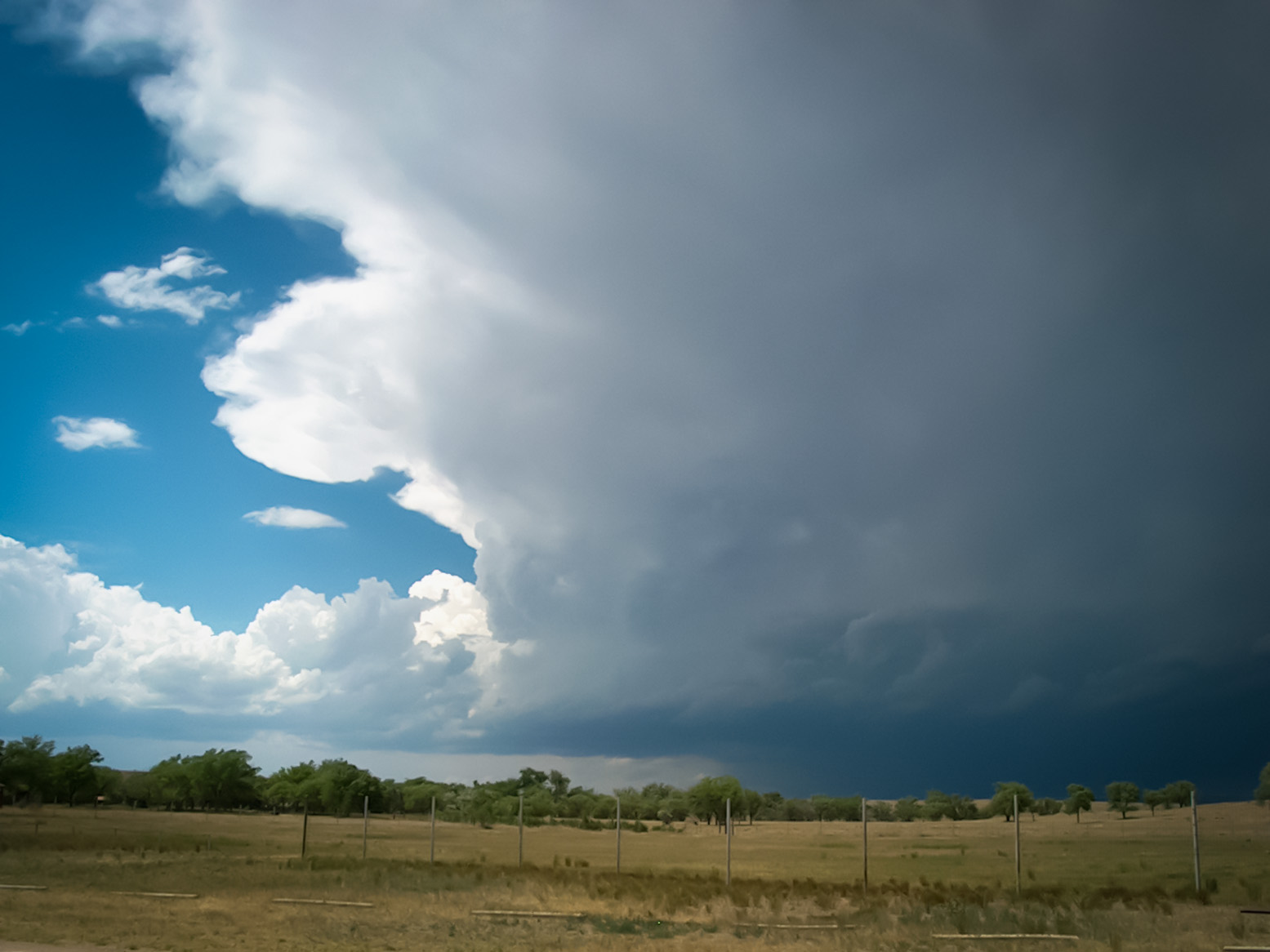
雷云降临在草原之上。
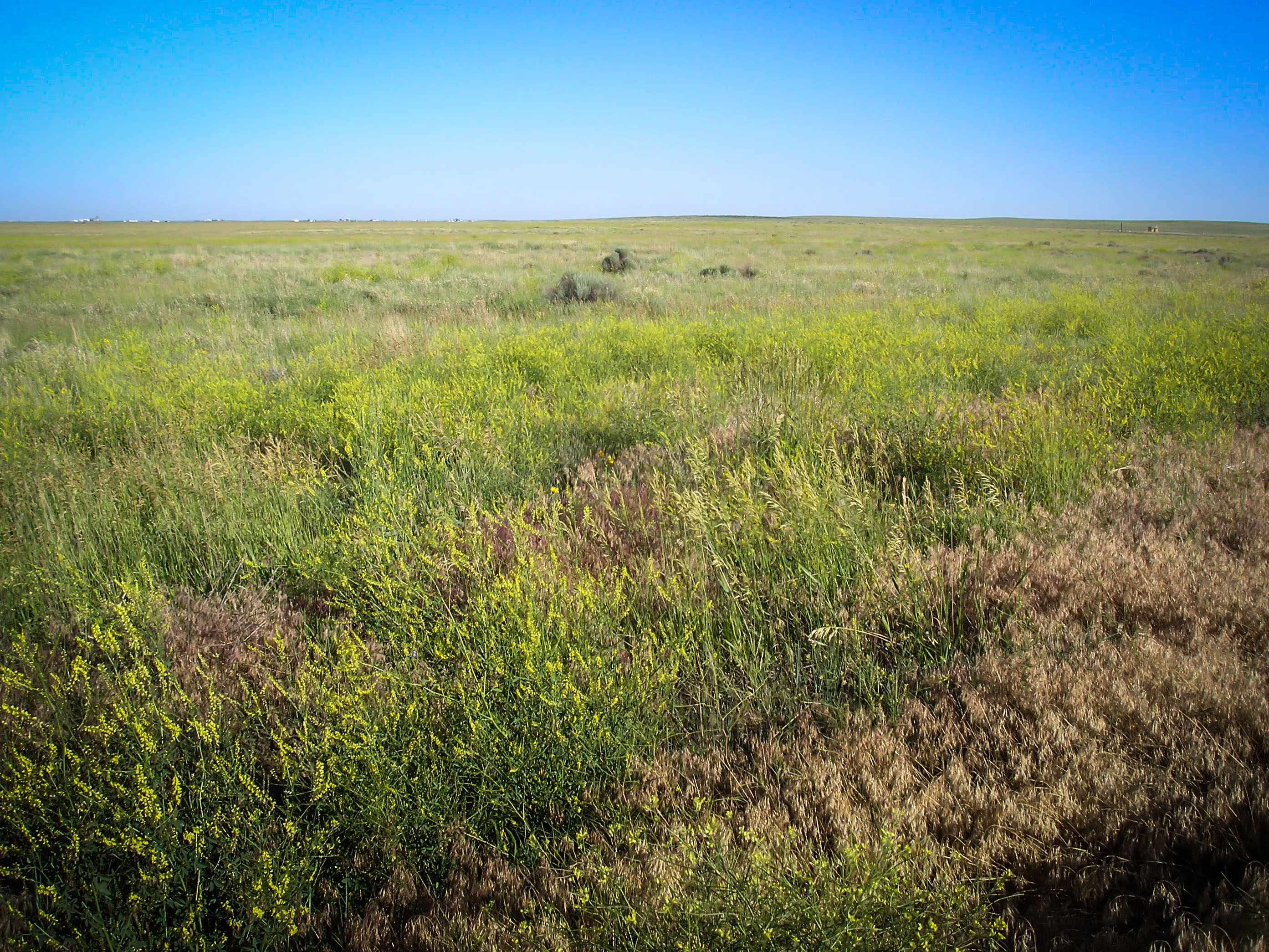
一望无际的草原。